# وستون (ماساچوست)
وستون، ماساچوست
وستون (به انگلیسی: Weston) شهرکی در شهرستان میدلسکس ایالت ماساچوست می‌باشد که در سال ۱۷۱۳ بنیان‌گذاری شده‌است. این شهرک در سرشماری سال ۲۰۱۰ میلادی، ۱۱٬۲۶۱ نفر جمعیت داشته‌است.